# Annopol
Annopol là một thị trấn nhỏ ở quận Kraśnik, phía đông nam Ba Lan. Từ năm 1975-1998, thị trấn được đặt tại tỉnh Tarnobrzeg. Năm 1999, thị trấn thuộc quyền quản lý của tỉnh Lublin [1]. Thị trấn có diện tích 7,73 km². Tính đến năm 2006, dân số của thị trấn là 2.690 người, mật độ 350 người/km².

## Lịch sử
Năm 1761, Annopol được công nhận là một thị trấn, nhưng sau đó vào năm 1869 bị đánh mất danh hiệu này do Phân vùng của Ba Lan, đến năm 1969 giành lại được danh hiệu này. Tên bắt đầu của thị trấn được đặt theo tên của Thánh Anna, vị thánh bảo trợ của thị trấn. Nơi đây kết hợp với Lesser Poland Gorge của sông Vistula có vị trí đẹp như tranh vẽ. Annopol không có nhà ga đường sắt, nhưng thị trấn nằm dọc theo Quốc lộ 74, đi từ Piotrków Trybunalski đến biên giới Ukraine tại làng Zosin. Cây bắc qua sông Vistula tại Annopol được xây dựng vào năm 1967.
Người Do Thái bắt đầu định cư ở thị trấn này vào đầu những năm 1600 [2]. Đến năm 1921, người Do Thái chiếm 73% dân số của thị trấn. Trong thời kỳ Holocaust, một khu ổ chuột đã được tạo ra bởi người Đức. Người Do Thái từ các ngôi làng gần đó và các thị trấn nhỏ hơn, cũng như từ Kalisz và Łódź đã được chuyển đến khu ổ chuột Annopol. Người Do Thái từ khu ổ chuột đã được gửi đến các trại lao động ở Rachow và Janiszów gần đó [3].. Khu ổ chuột đã bị phá huỷ vào ngày 15 tháng 10 năm 1943 và hầu hết người Do Thái bị sát hại tại trại Belzec [4].
Lịch sử của thị trấn Annopol gắn liền với ngôi làng Annopol-Rachów gần đó, do đó trong các hồ sơ bằng văn bản, chúng thường được kết hợp thành một [4] [5].